# Férfi 500 méteres rövidpályás gyorskorcsolya a 2022. évi téli olimpiai játékokon
A 2022. évi téli olimpiai játékokon a rövidpályás gyorskorcsolya férfi 500 méteres versenyszámát február 11-én és február 13-án rendezték. A Magyarországot képviselő Liu Shaoang nyerte az aranyérmet, Liu Shaolin Sándor a 13., John-Henry Krueger a 17. helyen végzett. Liu Shaoang Magyarország első egyéni téli olimpiai aranyérmét nyerte.

## Rekordok
A versenyt megelőzően a következő rekordok érvényesek:
| Világrekord     | Wu Dajing       | 39,505 | Salt Lake City, Egyesült Államok | 2018. november 11. |
| Olimpiai rekord | Wu Dajing (CHN) | 39,584 | Phjongcshang, Dél-Korea          | 2018. február 22.  |

A versenyen új rekord nem született.

## Naptár
Az időpontok helyi idő szerint (UTC+8), zárójelben magyar idő szerint (UTC+1) olvashatóak.
| Időpont                    | Forduló      |
| -------------------------- | ------------ |
| február 11., 19:18 (12:18) | Előfutamok   |
| február 13., 19:00 (12:00) | Negyeddöntők |
| február 13., 19:27 (12:27) | Elődöntők    |
| február 13., 20:09 (13:09) | B-döntő      |
| február 13., 20:14 (13:14) | A-döntő      |

## Eredmények
A rövidítések jelentése a következő:
- WR: világrekord
- OR: olimpiai rekord
- Q: továbbjutás helyezés alapján
- QA: az A-döntőbe jutott
- QB: a B-döntőbe jutott
- ADV: továbbjutás bírói döntés alapján
- PEN: kizárás

### Előfutamok
| Helyezés | Versenyző            | Nemzet                                       | Idő        | Mj       |
| 1. futam | 1. futam             | 1. futam                                     | 1. futam   | 1. futam |
| -------- | -------------------- | -------------------------------------------- | ---------- | -------- |
| 1.       | Liu Shaolin Sándor   | Magyarország (HUN)                           | 40,948     | Q        |
| 2.       | Sébastien Lepape     | Franciaország (FRA)                          | 42,081     | Q        |
| 3.       | Kota Kikuchi         | Japán (JPN)                                  | 42,176     |          |
| –        | Lee June-seo         | Dél-Korea (KOR)                              |            | PEN      |
| 2. futam |                      |                                              |            |          |
| 1.       | Ren Ziwei            | Kína (CHN)                                   | 40,669     | Q        |
| 2.       | Adil Galiakhmetov    | Kazahsztán (KAZ)                             | 40,722     | Q        |
| 3.       | Brendan Corey        | Ausztrália (AUS)                             | 41,097     |          |
| 4.       | Maxime Laoun         | Kanada (CAN)                                 | idő nélkül |          |
| 3. futam |                      |                                              |            |          |
| 1.       | Steven Dubois        | Kanada (CAN)                                 | 40,399     | Q        |
| 2.       | Pavel Szitnyikov     | Az Orosz Olimpiai Bizottság versenyzői (ROC) | 40,591     | Q        |
| 3.       | Andrea Cassinelli    | Olaszország (ITA)                            | 42,791     |          |
| 4.       | Oleh Handei          | Ukrajna (UKR)                                | 44,163     |          |
| 4. futam |                      |                                              |            |          |
| 1.       | Denis Nikisha        | Kazahsztán (KAZ)                             | 40,482     | Q        |
| 2.       | Jordan Pierre-Gilles | Kanada (CAN)                                 | 40,488     | Q        |
| 3.       | Stijn Desmet         | Belgium (BEL)                                | 40,585     | q        |
| 4.       | Katsunori Koike      | Japán (JPN)                                  | 41,199     |          |
| 5. futam |                      |                                              |            |          |
| 1.       | Konsztantyin Ivlijev | Az Orosz Olimpiai Bizottság versenyzői (ROC) | 40,272     | Q        |
| 2.       | John-Henry Krueger   | Magyarország (HUN)                           | 40,407     | Q        |
| 3.       | Roberts Krūzbergs    | Lettország (LAT)                             | 40,430     | q        |
| 4.       | Quentin Fercoq       | Franciaország (FRA)                          | 40,548     |          |
| 6. futam |                      |                                              |            |          |
| 1.       | Abzal Azhgaliyev     | Kazahsztán (KAZ)                             | 40,870     | Q        |
| 2.       | Hwang Dae-heon       | Dél-Korea (KOR)                              | 40,971     | Q        |
| 3.       | Ryan Pivirotto       | Egyesült Államok (USA)                       | 41,018     | q        |
| 4.       | Itzhak de Laat       | Hollandia (NED)                              | idő nélkül |          |
| 7. futam |                      |                                              |            |          |
| 1.       | Liu Shaoang          | Magyarország (HUN)                           | 40,797     | Q        |
| 2.       | Vladislav Bykanov    | Izrael (ISR)                                 | 40,900     | Q        |
| 3.       | Sun Long             | Kína (CHN)                                   | 42,871     | ADV      |
| –        | Jens van 't Wout     | Hollandia (NED)                              |            | PEN      |
| 8. futam |                      |                                              |            |          |
| 1.       | Wu Dajing            | Kína (CHN)                                   | 40,230     | Q        |
| 2.       | Pietro Sighel        | Olaszország (ITA)                            | 40,350     | Q        |
| 3.       | Sidney Chu           | Hongkong (HKG)                               | 44,857     |          |
| 4.       | Dylan Hoogerwerf     | Hollandia (NED)                              | idő nélkül |          |

### Negyeddöntők
| Helyezés | Versenyző            | Nemzet                                       | Idő        | Mj       |
| 1. futam | 1. futam             | 1. futam                                     | 1. futam   | 1. futam |
| -------- | -------------------- | -------------------------------------------- | ---------- | -------- |
| 1.       | Denis Nikisha        | Kazahsztán (KAZ)                             | 40,355     | Q        |
| 2.       | Pavel Szitnyikov     | Az Orosz Olimpiai Bizottság versenyzői (ROC) | 40,643     | Q        |
| 3.       | Ren Ziwei            | Kína (CHN)                                   | 40,714     |          |
| 4.       | Sun Long             | Kína (CHN)                                   | 40,779     |          |
| 5.       | Adil Galiakhmetov    | Kazahsztán (KAZ)                             | 40,925     |          |
| 2. futam |                      |                                              |            |          |
| 1.       | Wu Dajing            | Kína (CHN)                                   | 40,528     | Q        |
| 2.       | Pietro Sighel        | Olaszország (ITA)                            | 40,644     | Q        |
| 3.       | Roberts Krūzbergs    | Lettország (LAT)                             | 40,694     | q        |
| 4.       | Liu Shaolin Sándor   | Magyarország (HUN)                           | 40,700     |          |
| 5.       | Sébastien Lepape     | Franciaország (FRA)                          | 46,814     |          |
| 3. futam |                      |                                              |            |          |
| 1.       | Konsztantyin Ivlijev | Az Orosz Olimpiai Bizottság versenyzői (ROC) | 40,351     | Q        |
| 2.       | Hwang Dae-heon       | Dél-Korea (KOR)                              | 40,636     | Q        |
| 3.       | Abzal Azhgaliyev     | Kazahsztán (KAZ)                             | 40,643     | q        |
| 4.       | Stijn Desmet         | Belgium (BEL)                                | 40,718     |          |
| 5.       | John-Henry Krueger   | Magyarország (HUN)                           | 40,844     |          |
| 4. futam |                      |                                              |            |          |
| 1.       | Liu Shaoang          | Magyarország (HUN)                           | 40,386     | Q        |
| 2.       | Steven Dubois        | Kanada (CAN)                                 | 40,494     | Q        |
| 3.       | Vladislav Bykanov    | Izrael (ISR)                                 | 41,157     |          |
| 4.       | Ryan Pivirotto       | Egyesült Államok (USA)                       | 41,841     |          |
| 5.       | Jordan Pierre-Gilles | Kanada (CAN)                                 | idő nélkül |          |

### Elődöntők
| Helyezés | Versenyző            | Nemzet                                       | Idő      | Mj       |
| 1. futam | 1. futam             | 1. futam                                     | 1. futam | 1. futam |
| -------- | -------------------- | -------------------------------------------- | -------- | -------- |
| 1.       | Konsztantyin Ivlijev | Az Orosz Olimpiai Bizottság versenyzői (ROC) | 40,655   | QA       |
| 2.       | Pietro Sighel        | Olaszország (ITA)                            | 40,847   | QA       |
| 3.       | Pavel Szitnyikov     | Az Orosz Olimpiai Bizottság versenyzői (ROC) | 40,848   | QB       |
| 4.       | Denis Nikisha        | Kazahsztán (KAZ)                             | 41,005   | QB       |
| 5.       | Roberts Krūzbergs    | Lettország (LAT)                             | 41,870   |          |
| 2. futam |                      |                                              |          |          |
| 1.       | Liu Shaoang          | Magyarország (HUN)                           | 40,157   | QA       |
| 2.       | Abzal Azhgaliyev     | Kazahsztán (KAZ)                             | 40,462   | QA       |
| 3.       | Wu Dajing            | Kína (CHN)                                   | 40,478   | QB       |
| 4.       | Steven Dubois        | Kanada (CAN)                                 | 40,825   | ADVA     |
| –        | Hwang Dae-heon       | Dél-Korea (KOR)                              |          | PEN      |

### Döntők
B-döntő
| Helyezés | Versenyző         | Nemzet                                       | Idő    | Mj |
| -------- | ----------------- | -------------------------------------------- | ------ | -- |
| 6.       | Wu Dajing         | Kína (CHN)                                   | 41,157 |    |
| 7.       | Pavel Szitnyikov  | Az Orosz Olimpiai Bizottság versenyzői (ROC) | 41,217 |    |
| 8.       | Denis Nikisha     | Kazahsztán (KAZ)                             | 41,329 |    |
| 9.       | Roberts Krūzbergs | Lettország (LAT)                             | 41,465 |    |

A-döntő
| Helyezés | Versenyző            | Nemzet                                       | Idő           | Mj |
| -------- | -------------------- | -------------------------------------------- | ------------- | -- |
| Arany    | Liu Shaoang          | Magyarország (HUN)                           | 40,338        |    |
| Ezüst    | Konsztantyin Ivlijev | Az Orosz Olimpiai Bizottság versenyzői (ROC) | 40,431        |    |
| Bronz    | Steven Dubois        | Kanada (CAN)                                 | 40,669        |    |
| 4.       | Abzal Azhgaliyev     | Kazahsztán (KAZ)                             | 40,869        |    |
| 5.       | Pietro Sighel        | Olaszország (ITA)                            | nem ért célba |    |

### Végeredmény
A versenyzők helyezéseit fordulónként határozták meg. Először a fordulókban elért helyezések döntöttek, ha ez azonos volt, akkor a jobb időeredmény döntött.
| Helyezés | Versenyző            | Nemzet                                       | Előfutam | Negyeddöntő | Elődöntő | B-döntő | A-döntő       | Legjobb idő |
| -------- | -------------------- | -------------------------------------------- | -------- | ----------- | -------- | ------- | ------------- | ----------- |
| Arany    | Liu Shaoang          | Magyarország (HUN)                           | 1.       | 1.          | 1.       | –       | 1.            | 40,157      |
| Ezüst    | Konsztantyin Ivlijev | Az Orosz Olimpiai Bizottság versenyzői (ROC) | 1.       | 1.          | 1.       | –       | 2.            | 40,272      |
| Bronz    | Steven Dubois        | Kanada (CAN)                                 | 1.       | 2.          | 4.       | –       | 3.            | 40,399      |
| 4.       | Abzal Azhgaliyev     | Kazahsztán (KAZ)                             | 1.       | 3.          | 2.       | –       | 4.            | 40,462      |
| 5.       | Pietro Sighel        | Olaszország (ITA)                            | 2.       | 2.          | 2.       | –       | nem ért célba | 40,350      |
| 6.       | Wu Dajing            | Kína (CHN)                                   | 1.       | 1.          | 3.       | 1.      | –             | 40,230      |
| 7.       | Pavel Szitnyikov     | Az Orosz Olimpiai Bizottság versenyzői (ROC) | 2.       | 2.          | 3.       | 2.      | –             | 40,591      |
| 8.       | Denis Nikisha        | Kazahsztán (KAZ)                             | 1.       | 1.          | 4.       | 3.      | –             | 40,355      |
| 9.       | Roberts Krūzbergs    | Lettország (LAT)                             | 3.       | 3.          | 5.       | 4.      | –             | 40,430      |
| 10.      | Hwang Dae-heon       | Dél-Korea (KOR)                              | 2.       | 2.          | kizárták | –       | –             | 40,636      |
| 11.      | Ren Ziwei            | Kína (CHN)                                   | 1.       | 3.          | –        | –       | –             | 40,669      |
| 12.      | Vladislav Bykanov    | Izrael (ISR)                                 | 2.       | 3.          | –        | –       | –             | 40,900      |
| 13.      | Liu Shaolin Sándor   | Magyarország (HUN)                           | 1.       | 4.          | –        | –       | –             | 40,700      |
| 14.      | Stijn Desmet         | Belgium (BEL)                                | 3.       | 4.          | –        | –       | –             | 40,585      |
| 15.      | Sun Long             | Kína (CHN)                                   | 3.       | 4.          | –        | –       | –             | 40,779      |
| 16.      | Ryan Pivirotto       | Egyesült Államok (USA)                       | 3.       | 4.          | –        | –       | –             | 41,018      |
| 17.      | John-Henry Krueger   | Magyarország (HUN)                           | 2.       | 5.          | –        | –       | –             | 40,407      |
| 18.      | Jordan Pierre-Gilles | Kanada (CAN)                                 | 2.       | 5.          | –        | –       | –             | 40,488      |
| 19.      | Adil Galiakhmetov    | Kazahsztán (KAZ)                             | 2.       | 5.          | –        | –       | –             | 40,722      |
| 20.      | Sébastien Lepape     | Franciaország (FRA)                          | 2.       | 5.          | –        | –       | –             | 42,081      |
| 21.      | Brendan Corey        | Ausztrália (AUS)                             | 3.       | –           | –        | –       | –             | 41,097      |
| 22.      | Kota Kikuchi         | Japán (JPN)                                  | 3.       | –           | –        | –       | –             | 42,176      |
| 23.      | Andrea Cassinelli    | Olaszország (ITA)                            | 3.       | –           | –        | –       | –             | 42,791      |
| 24.      | Sidney Chu           | Hongkong (HKG)                               | 3.       | –           | –        | –       | –             | 44,857      |
| 25.      | Quentin Fercoq       | Franciaország (FRA)                          | 4.       | –           | –        | –       | –             | 40,548      |
| 26.      | Katsunori Koike      | Japán (JPN)                                  | 4.       | –           | –        | –       | –             | 41,199      |
| 27.      | Oleh Handei          | Ukrajna (UKR)                                | 4.       | –           | –        | –       | –             | 44,163      |
| 28.      | Itzhak de Laat       | Hollandia (NED)                              | 4.       | –           | –        | –       | –             |             |
| 28.      | Dylan Hoogerwerf     | Hollandia (NED)                              | 4.       | –           | –        | –       | –             |             |
| 28.      | Maxime Laoun         | Kanada (CAN)                                 | 4.       | –           | –        | –       | –             |             |
| –        | Lee June-seo         | Dél-Korea (KOR)                              | kizárták | –           | –        | –       | –             |             |
| –        | Jens van 't Wout     | Hollandia (NED)                              | kizárták | –           | –        | –       | –             |             |